# Мирноград
Мирноград (укр. Мирноград; раније Димитров, укр. Димитров) град је Украјини у Доњецкој области. Према процени из 2012. у граду је живело 49.987 становника.

## Становништво
Према процени, у граду је 2012. живело 49.987 становника.
| 1979.  | 1989.  | 2001.  | 2012.  |
| ------ | ------ | ------ | ------ |
| 58.793 | 63.254 | 54.787 | 49.987 |